# 鳴尾ゴルフ倶楽部
鳴尾ゴルフ倶楽部（なるおゴルフくらぶ）は、兵庫県川西市にあるメンバーシップ制社団法人のゴルフ場である。

## 概要
1903年（明治36年）に日本最古のゴルフ倶楽部である「神戸ゴルフ倶楽部」が六甲山上に開場したが、深い積雪に覆われる冬季の約4ヶ月はプレーできなかった。そこで、1年中プレーの出来るゴルフ場としてアーサー・H・グルーム（Arthur Hesketh Groom）と親交のあった貿易商のウイリアム・J・ロビンソン（William John Robinson）によって、1904年(明治37年)に武庫郡魚崎村大字横屋（現・神戸市東灘区魚崎南町）に「横屋ゴルフ・アソシエーション」が開かれ、1914年（大正3年）には武庫郡鳴尾村大字鳴尾（現・西宮市高須町）に移転して「鳴尾ゴルフ・アソシエーション」を設けた。「鳴尾ゴルフ・アソシエーション」は諸事情により解散を余儀なくされるが、1920年（大正9年）にロビンソンを中心に「鳴尾ゴルフ倶楽部」として再結成される。僅か3ホールからの再出発であったが、1924年(大正13年)には18ホール、5,080ヤード、パー68の日本初の本格ゴルフコースが完成する。
しかし、土地所有者だった鈴木商店が1927年（昭和2年）に破綻すると、新たに土地所有者となった浪華倉庫（のち澁澤倉庫に吸収）から立ち退きを要求され、浪華倉庫は南側の土地を川西機械製作所へ売却した。1929年（昭和4年）に南側の9ホールが閉鎖された倶楽部は、新天地を川辺郡東谷村大字西畦野(現・川西市西畦野)に求め、1930年（昭和5年）に当時倶楽部の中核メンバーであったクレーン3兄弟の設計による新コースが開場した。この新コースは「猪名川コース」または「山コース」と呼ばれた。猪名川コースは1931年（昭和6年）にチャールズ・ヒュー・アリソン（Charles Hugh Allison）の助言を受けて大幅に改善され、現在もその当時のデザインをほぼ保つ。9ホールに縮小された鳴尾も「鳴尾コース」または「浜コース」と呼ばれ、しばらく猪名川（山）と鳴尾（浜）の2コース時代が続いたが、残余の土地も川西航空機へ明け渡すこととなり、残った北側の9ホールも1939年（昭和14年）に閉鎖された。これによって完全に鳴尾から離れることとなったが、名称は鳴尾ゴルフ倶楽部のままとされ、当時東洋一と評判の高かった鳴尾の高麗芝1500坪分が猪名川コースへ移植された。
古くは1928年に日本プロゴルフ選手権大会、1936年に日本オープンゴルフ選手権競技、直近では2010年に日本シニアオープンゴルフ選手権競技等が開催され、近年では米国ゴルフマガジン誌の世界のゴルフ・コース100選(GOLF Magazine's Top 100 Courses in the World)に毎年ランク・インされる日本ゴルフの黎明期の雰囲気を未だ残す日本を代表するゴルフ場の一つである。

## コース情報
- 開場日 - 1930年(昭和5年)10月12日
- 設計者 - ハリー・クレーン (Harry C. Crane), バーティ・クレーン (Bertie E. Crane),  ジョー・アーネスト・クレーン (Joseph Earnest Crane,1892-1980), Redesigned(1931) by チャールズ･アリソン(Charles H. Allison)
- 面積 - 660,000m²
- ヤーデージ - 6,612ヤード (バックティー)、6,260ヤード (レギュラーティー)、5,924ヤード (フロントティー)[1]
- コースレート - 73.5 (バックティー)、71.9 (レギュラーティー)、70.3 (フロントティー)、77.9 (レディース・レギュラーティー)、76.1 (レディース・フロントーティー)[1]
- ホール/パー - 18H/Par70
- グリーン芝種 - ナルオターフ(高麗芝亜種)
- フェアウェー・ラフ芝種 - 高麗芝/野芝
- 休場日 - 毎週月曜日、12月31日、1月1日

## アクセス
- 能勢電鉄「山下駅」 約3km　タクシー1000円　クラブバス(約7分)有り

## その他
- 平日はメンバーの紹介、土曜日・祝祭日は同伴が必要。(プレー予約は全てメンバーを通じて行う。)
- 日曜日はビジター不可。
- 全組キャディ付き。歩き又は乗用カートで、1組4人が原則。

## 友好クラブ
- 我孫子ゴルフ倶楽部
- 香港ゴルフクラブ
- 神戸ゴルフ倶楽部
- 古賀ゴルフ・クラブ
- 小樽カントリー倶楽部
- 箱根カントリー倶楽部

## ギャラリー
鳴尾ゴルフ倶楽部
- クラブハウス玄関
- コースから見たクラブハウス